# Lego Fabuland
Lego Fabuland är en Lego-serie som introducerades 1979, och är baserad på antropomorfa djur, med ett namn inspirerat av fabler. Serien riktades till båda könen, och ledde till bland annat böcker och en TV-serie.

### Fotnoter
1. ↑  Lipkowitz, Daniel (2009). The Lego Book. Dorling Kindersley. sid. 126. ISBN 978-1-4053-4169-1